# Łucznictwo na Letnich Igrzyskach Olimpijskich 1920 – cel ruchomy, 50 m, indywidualnie
Cel ruchomy, 50 m, indywidualnie były jedną z konkurencji łuczniczych na Letnich Igrzyskach Olimpijskich 1920. Zawody odbyły się w dniach 4-5 sierpnia. W zawodach uczestniczyło 2 zawodników z 2 państw.

## Wyniki
| Miejsce | Zawodnik         | Wynik |
| ------- | ---------------- | ----- |
| 1       | Julien Brulé     | 134   |
| 2       | Hubert Van Innis | 106   |